# Pointe des Pies
La pointe des Pies est un cap de Guadeloupe situé en Grande-Terre sur la commune de Saint-François.

## Géographie
La pointe des Pies est l'entrée de la capitainerie de Saint-François. 

## Histoire
Des silex et des restes de coquillages consommés qui y ont été découverts montrent que le site a été habité entre 900 et 600 avant J-C. 